# Dąbrówka Malborska
Dąbrówka Malborska (Duits: Deutsch Damerau) is een plaats in het Poolse district  Sztumski, woiwodschap Pommeren. De plaats maakt deel uit van de gemeente Stary Targ en telt 380 (sołectwo 412) inwoners.

## Verkeer en vervoer
- Station Dąbrówka Malborska